# 中国人民解放军陆军合成第一九〇旅
合成第一九〇旅（英語：190th Combined Arms Brigade），又称“铁甲劲旅”，是中国人民解放军陆军第七十九集团军下辖的一个重型合成旅，驻地辽宁省本溪市。

## 历史概述
该旅最前身是1937年11月成立的八路军晋察冀军区第四军分区，后改编为第六十四军一九〇师。
1955年2月，一九〇师奉命调出六十四军建制，进驻旅大并接收苏军第7机械化师的全部重装备，组建中国人民解放军第一机械化师。4月15日，一机师成立，这是中国人民解放军拥有的最早的机械化部队。但是在1961年又改回一九〇师番号。
2003年整编为机械化步兵旅，2017年改为重型合成旅，为现有编制。

## 沿革
参考资料：
| 部隊番號                   | 使用時期                    |
| -------------------------- | --------------------------- |
| 八路军晋察冀军区第四军分区 | 1937年11月-1945年8月        |
| 晋察冀军区冀晋纵队第三旅   | 1945年8月-1946年6月         |
| 晋察冀野战军第十旅         | 1946年6月-1949年2月         |
| 中国人民解放军第一九〇师   | 1949年2月-1955年4月         |
| 第一机械化师               | 1955年4月15日-1961年8月31日 |
| 陆军摩托化第一九〇师       | 1961年8月31日-1985年10月    |
| 摩托化步兵第一九〇师       | 1985年10月-2003年4月        |
| 机械化步兵第一九〇旅       | 2003年10月-2017年4月        |
| 合成第一九〇旅             | 2017年4月至今               |

## 荣誉
- 道峰山营：前一九〇师五六九团三营